# (73486) 2002 PY85
(73486) 2002 PY85 – planetoida z pasa głównego asteroid okrążająca Słońce w ciągu 5,67 lat w średniej odległości 3,18 j.a. Odkryta 13 sierpnia 2002 roku.